# 알렉산드리아의 레오니데스

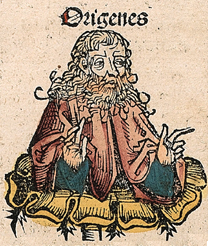
레오니데스의 아들 오리겐

알렉산드리아의 레오니데스(고대 그리스어: Λεωνίδης)는 서기 2세기 및 3세기 초에 살았던 기독교 순교자이다. 그의 아들이 유명한 오리게네스이다.  

## 생애
기독교 역사가 유세비우스의 교회사 4장에 따르면 레오니데스의 아들은 초기 교부 오리겐이다. 유세비우스의 책에서 유세비우스는 레오니데스가 서기 202년 로마 황제 셉티미우스 세베루스의 박해 중에 순교했다고 기록하였다. 

## 가족
레오니데스의 아내의 이름은 알려지지 않았지만 그녀는 오리겐 이후 최소 6 명의 자녀를 낳았다. 레오니데스는 자녀들을 잘 교육했다. 오리겐은 아버지를 따라서 자신도 순교하려고 했지만 어머니가 막았으며, 오리겐이 집을 나갈 수 없도록 옷을 숨겼다고 한다. 오리겐은 부친에게 절대로 배교하지 말고 순교하도록 편지를 보냈다고 한다.

## 기념일
레오니데스의 가톨릭 축제는 4월 22일에 거행된다.

## 같이 보기
- 3세기 성도들의 연대기 목록
- 오리게네스